# 「CLAMP学園探偵団」MINI SOUND TRACK
『「CLAMP学園探偵団」MINI SOUND TRACK』（クランプがくえんたんていだん ミニ サウンド トラック）は、サウンドトラックCDである。

## 概要
ラジオドラマ『CLAMP学園探偵団』の劇中使用曲を収録。8cmシングルCDでの発売であることと、坂本真綾の歌う主題歌「ボクらの歴史」がメインとなっているため、坂本真綾のシングルとされる場合もあるが、厳密に言えばサウンドトラックCDという位置づけである。

## 収録曲
1. ボクらの歴史
作詞：岩里祐穂、作曲・編曲・プロデュース：菅野よう子
TBSラジオドラマ『CLAMP学園探偵団』テーマソング
2. 事件の予感～伝説
3. 不思議な出来事～捜査開始
4. ボクらの歴史（オリジナル・カラオケ）